# 巴内阿里约皮萨拉斯
巴内阿里约皮萨拉斯是巴西圣卡塔琳娜州的一个市镇。总面积85.761平方公里，总人口13760人，人口密度160.4人/平方公里。